# Ischyrocerus elongatus
Ischyrocerus elongatus är en kräftdjursart som beskrevs av Gurjanova 1938. Ischyrocerus elongatus ingår i släktet Ischyrocerus och familjen Ischyroceridae. Inga underarter finns listade i Catalogue of Life.